# Bundesautobahn 14
Die Bundesautobahn 14 (Abkürzung: BAB 14) – Kurzform: Autobahn 14 (Abkürzung: A 14) – ist eine Autobahn in Deutschland, die aktuell in drei Abschnitten von Wismar über Schwerin bis Karstädt, von Lüderitz bis Wolmirstedt sowie von Dahlenwarsleben über das Kreuz Magdeburg an der A 2, Halle (Saale) und Leipzig bis zum Dreieck Nossen an der A 4 führt.
Der Lückenschluss, die sogenannte Nordverlängerung, vom Kreuz Schwerin bis Magdeburg ist teils in Planung, teils im Bau und in Teilen für den Verkehr freigegeben. Die komplette Fertigstellung ist für spätestens 2030 geplant.
Obwohl die Autobahn überwiegend in Nord-Süd-Richtung verläuft, ist sie entgegen der in Deutschland üblichen Systematik mit einer geraden Zahl nummeriert, die sonst nur Autobahnen in West-Ost-Richtung tragen. Der Grund hierfür ist der Verlauf des zuerst gebauten südlichen Teilstücks, das noch annähernd in West-Ost-Richtung verläuft und erst später nach Norden verlängert wurde.
Die Nordverlängerung der A 14 durch Sachsen-Anhalt wird auch Altmark-Autobahn genannt. Der Abschnitt zwischen dem Kreuz Schwerin und der Anschlussstelle Schwerin-Ost wurde Schweriner Anschluss genannt.

## Geschichte
Die Autobahn wurde in mehreren zeitlich recht weit auseinanderliegenden Abschnitten eröffnet. Am 25. April 1936 erfolgte die Freigabe zwischen der Anschlussstelle Halle/Peißen und Leipzig (Wiederitzsch). Am 27. September 1936 erfolgte die Verlängerung bis zur Dübener Landstraße und schließlich am 12. Dezember 1936 bis Engelsdorf. Ende der 1930er Jahre wurden zwischen Leipzig (Ost) und Klinga die Bauarbeiten fortgesetzt und dabei nahezu alle Brücken fertiggestellt. Infolge des Zweiten Weltkriegs wurden die Bauarbeiten jedoch eingestellt.
In einer Karte um 1958 war der Plan einer Autobahnverbindung von Wismar über Schwerin, Magdeburg und Leipzig nach Dresden eingezeichnet worden. Diese Planungen wurden in der DDR nur zum Teil umgesetzt.
- Im Süden wurde 1970 die Strecke von Leipzig (Ost) bis Grimma eröffnet, 1971 von Grimma bis zum Autobahndreieck Nossen (A 4).
- Im Norden war von 1984 bis 1986 ein etwa 20 Kilometer langes, teilweise nur einspurig befahrbares Teilstück von der Autobahn Berlin-Hamburg (Dreieck Schwerin) bis zur heutigen Anschlussstelle Schwerin-Ost fertiggestellt worden, bevor aus Kostengründen der Weiterbau bis nach Wismar eingestellt wurde. Man sprach fortan vom „Schweriner Anschluss“.[13] Nach der Deutschen Wiedervereinigung erhielt dieser Abschnitt die Bezeichnung A 241.

### Abschnitt Magdeburg–Halle
Im Rahmen der Verkehrsprojekte Deutsche Einheit (VDE Nr. 14) erfolgte der Neubau der Autobahn ab der A 2 zwischen dem neu errichteten Autobahnkreuz Magdeburg und Halle (Anschlussstelle Halle/Peißen) und wurde 2000 abgeschlossen. 1996 wurde als erstes Teilstück die Strecke zwischen Löbejün und Könnern eröffnet. Im November 1997 folgte das Teilstück zwischen den Anschlussstellen Magdeburg-Stadtfeld und Magdeburg-Reform, im Oktober 1998 das anschließende Teilstück zwischen Magdeburg-Reform und Schönebeck und schließlich am 27. Oktober 1999 das Teilstück zwischen Magdeburg-Stadtfeld und dem Autobahnkreuz Magdeburg. Im selben Jahr wurde am 23. November das Teilstück zwischen Halle/Peißen und Löbejün freigegeben, am 8. November 2000 folgte das Teilstück zwischen Dahlenwarsleben und dem Autobahnkreuz Magdeburg und am 30. November 2000 das letzte Teilstück zwischen Könnern und Schönebeck.
Ab dem 31. August 2006 wurde mit dem Anschluss zur A 38 (Südharzautobahn) am Dreieck Parthenaue eine Alternative für den Verkehr in Richtung Erfurt/München/Dresden geschaffen, welche die A 14 im Leipziger Norden zudem entlasten soll.
Zudem ist die Verlängerung der A 143 bis zur A 14 geplant, die über das ebenfalls geplante Autobahndreieck Halle-Nord angeschlossen würde und somit den Autobahnring um Halle und auch die Mitteldeutsche Schleife schließen würde.
Dagegen wurde für die vom Land Sachsen-Anhalt im Frühjahr 2013 für den Bundesverkehrswegeplan 2030 angemeldete Nordverlängerung der A 71 vom Autobahndreieck Südharz bis zur A 14 wegen des starken Bevölkerungsrückgangs im Mansfelder Land ein zu geringes Kosten-Nutzen-Verhältnis festgestellt. Die Verlängerung wurde deshalb nicht in den Bundesverkehrswegeplan 2030 aufgenommen.

### Abschnitt Schwerin–Wismar
Am 24. August 2006 wurde der Abschnitt zwischen dem Kreuz Wismar und Jesendorf dem Verkehr übergeben. In der Planung war dieser rund elf Kilometer lange und 50 Millionen Euro teure Abschnitt noch Teil der A 241. Mit der Freigabe des Abschnittes wurden alle bestehenden Abschnitte der A 241 in A 14 umbenannt.
Der Weiterbau zwischen Wismar und Schwerin verzögerte sich aufgrund finanzieller und vor allem umweltrechtlicher Probleme. Erster Spatenstich des letzten Teilstücks zwischen den Anschlussstellen Jesendorf und Schwerin-Nord war der 30. Oktober 2007. Am 21. Dezember 2009 erfolgte die Verkehrsfreigabe für die nun zwischen A 20 und A 24 durchgängig befahrbare Autobahn.

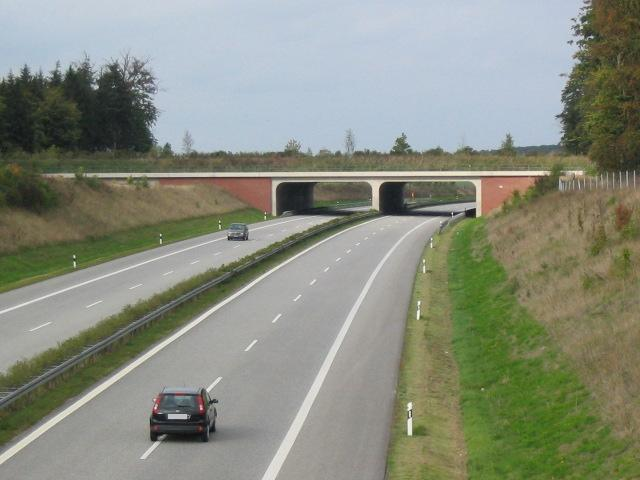
Grünbrücke über die A 14 bei Schwerin (Oktober 2006)
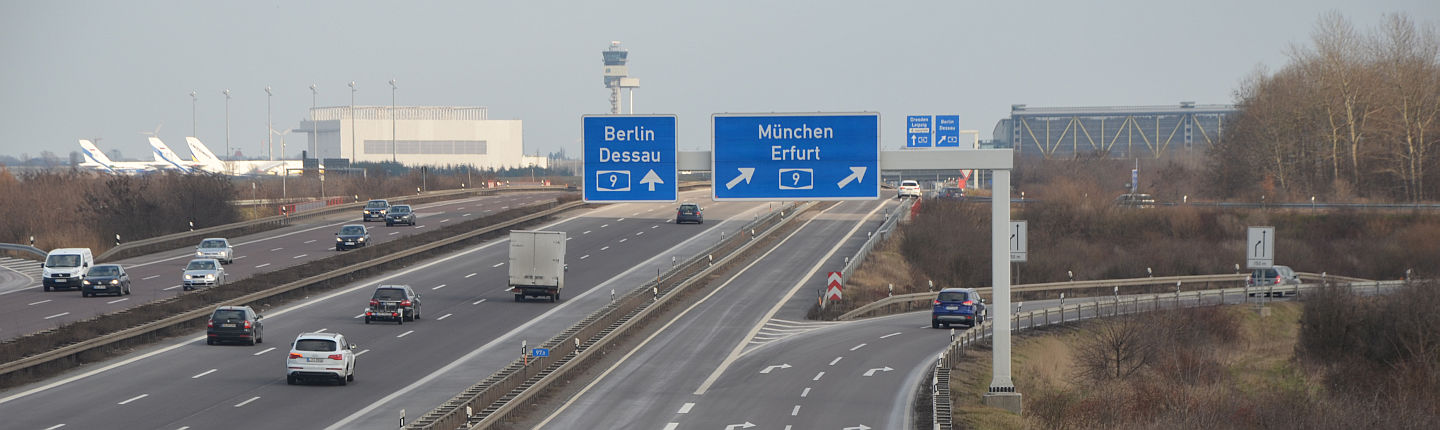
A 14 in Richtung Osten vor dem Schkeuditzer Kreuz, im Hintergrund der Flughafen Leipzig-Halle (Februar 2016)
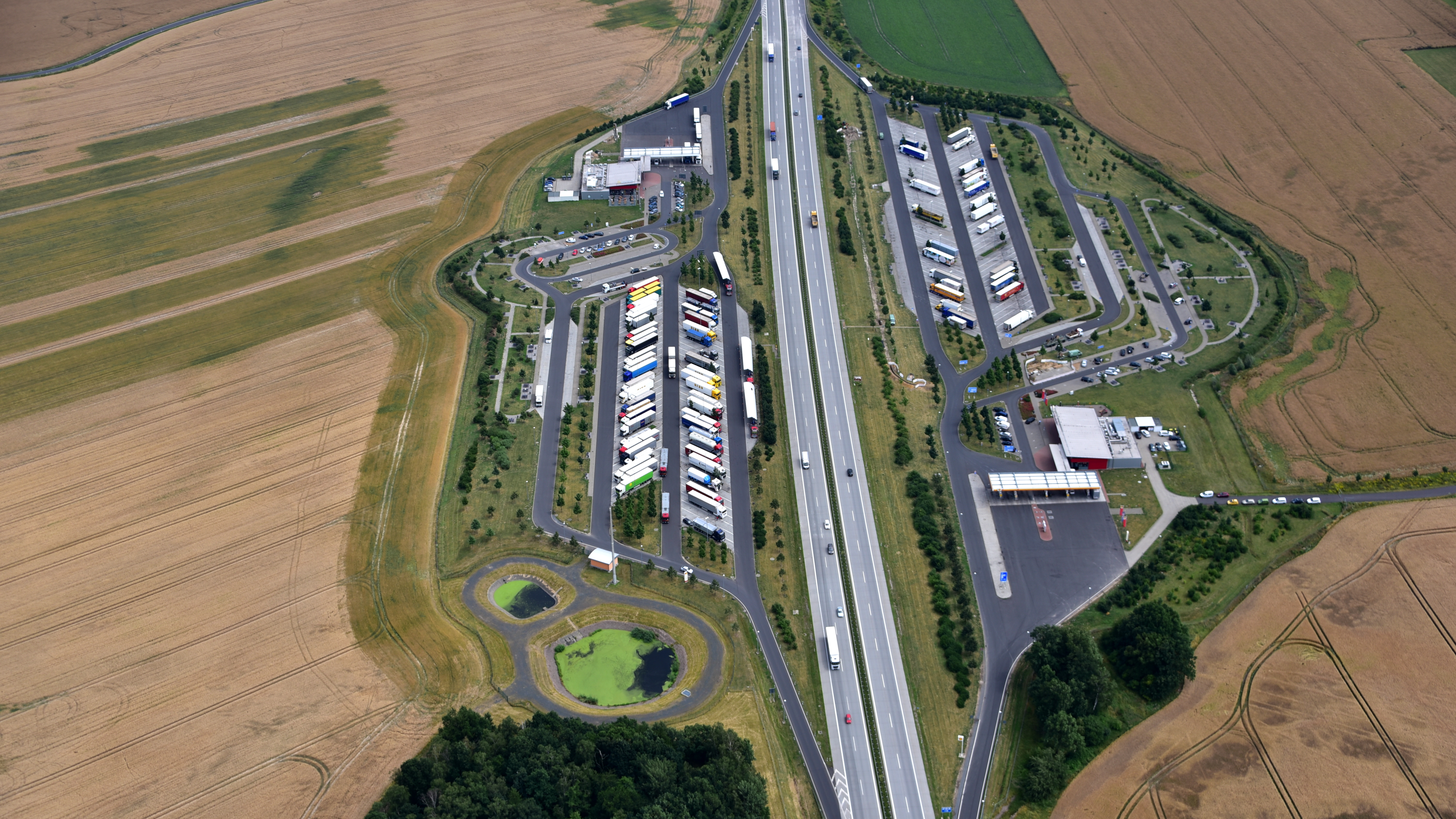
Raststätte Muldental, Luftaufnahme (2017)

## Lückenschluss Schwerin–Magdeburg

### Planungen
In der Verkehrsuntersuchung Nord-Ost (VUNO) wurden 1995 verschiedene Varianten der Weiterführung untersucht. Bei der sogenannten X-Variante, welche unter anderem vom ADAC befürwortet wurde, verliefe sie von Magdeburg nach Lüneburg, während die A 39 von Wolfsburg nach Schwerin verlängert werden sollte.
In der sogenannten I- oder Hosenträgervariante, der 2004 der Vorzug gegeben wurde, verläuft hingegen die A 14 nach Schwerin und die A 39 nach Lüneburg. Salzwedel soll dabei durch eine „leistungsfähige“ Bundesstraße, die B 190n, in Ost-West-Richtung an beide Autobahnen angebunden werden. Hierunter ist eine 2+1-Lösung zu verstehen. Bei dieser Variante ergeben sich zusammen mit der A 7 drei parallel in Nord-Süd-Richtung verlaufende Autobahnen im Abstand von je etwa 50 Kilometern.
Geplant ist nun eine Verlängerung der A 14 nach Norden über Wolmirstedt, Stendal, Osterburg (Altmark), Wittenberge, Karstädt und Ludwigslust mit einem Anschluss an das nördliche Teilstück am Kreuz Schwerin. Das Raumordnungsverfahren für den Streckenverlauf wurde am 22. November 2004 abgeschlossen. Am 12. April 2005 wurde die Vorzugslinie der A 14 durch den Bundesverkehrsminister nach § 16 des Bundesfernstraßengesetzes bestimmt. Am 20. Juni 2007 unterzeichneten Bundesverkehrsminister Wolfgang Tiefensee und die Verkehrsminister der betroffenen Bundesländer den Vertrag über den Bau der Strecke. Demnach sollte der Lückenschluss bis spätestens 2015 abgeschlossen sein. Im März 2011 wurde die Fertigstellung für 2020 erwartet.
Der Finanzierungsplan sah Gesamtkosten in Höhe von 775 Millionen Euro vor, die von Bund, Ländern und der Europäischen Union getragen werden. Im Mai 2008 wurde eine neue Kostenschätzung der DEGES publik, wonach die Kosten hauptsächlich wegen Umweltauflagen auf etwa 1,3 Milliarden Euro steigen könnten. Im Oktober desselben Jahres wurde festgelegt, dass der Bau dieses Teils in drei Phasen erfolgen soll. Die erste wurde nochmals in drei Abschnitte unterteilt und hätte 2015 beendet sein sollen. Dies waren Wolmirstedt–Stendal, Osterburg–Karstädt und Grabow–Schwerin. Die Kosten dieser Phase betrugen 775 Millionen Euro, von denen 42 %, also rund 325 Mio. Euro, aus dem 2015 auslaufenden EU-Förderprogramm EFRE entnommen werden sollten. Die zweite Phase wurde in die Abschnitte Stendal–Osterburg und Karstädt–Grabow unterteilt. Der Lückenschluss zwischen Wolmirstedt und Magdeburg wurde erst für eine dritte Phase vorgesehen. Bis dahin soll zwischen dem Kreuz Magdeburg und Wolmirstedt die A 2 und die teilweise vierstreifige B 189 genutzt werden.
Bis Sommer 2012 konnte lediglich mit dem Bau eines 5,6 km langen Abschnittes bei Colbitz begonnen werden. Für alle anderen Abschnitte in Sachsen-Anhalt lag aufgrund von Verzögerungen bei der Planung kein Baurecht vor. Durch die Verzögerungen in den Planungen wurde davon ausgegangen, dass die Autobahn in Sachsen-Anhalt frühestens 2022 komplett fertiggestellt sein kann, wenn alle planfestgestellten Bauabschnitte unverzüglich gebaut werden können. Später wurden 2024 und auch 2027 als Fertigstellungsziele genannt. Aufgrund von Verzögerungen im Abschnitt von Osterburg nach Seehausen wird frühestens 2030 das Gesamtprojekt zusammen mit dem Abschnitt in Sachsen-Anhalt vollendet sein.
Das Bundesministerium für Digitales und Verkehr gab im Dezember 2024 bekannt, dass die Kosten des gesamten Lückenschlusses um weitere 400 Millionen Euro auf insgesamt etwa 2,3 Milliarden Euro steigen.

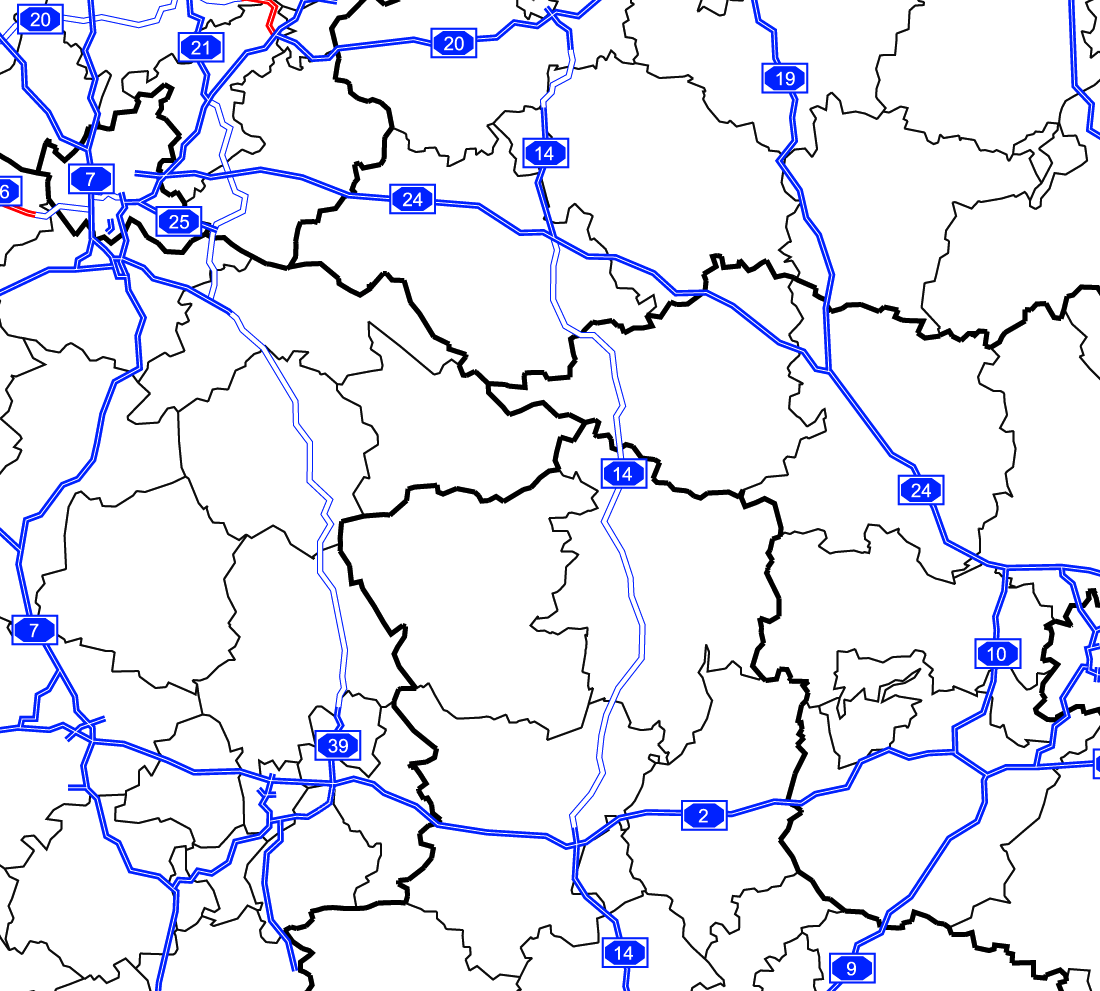
Autobahnen im Raum Hamburg–Berlin–Hannover
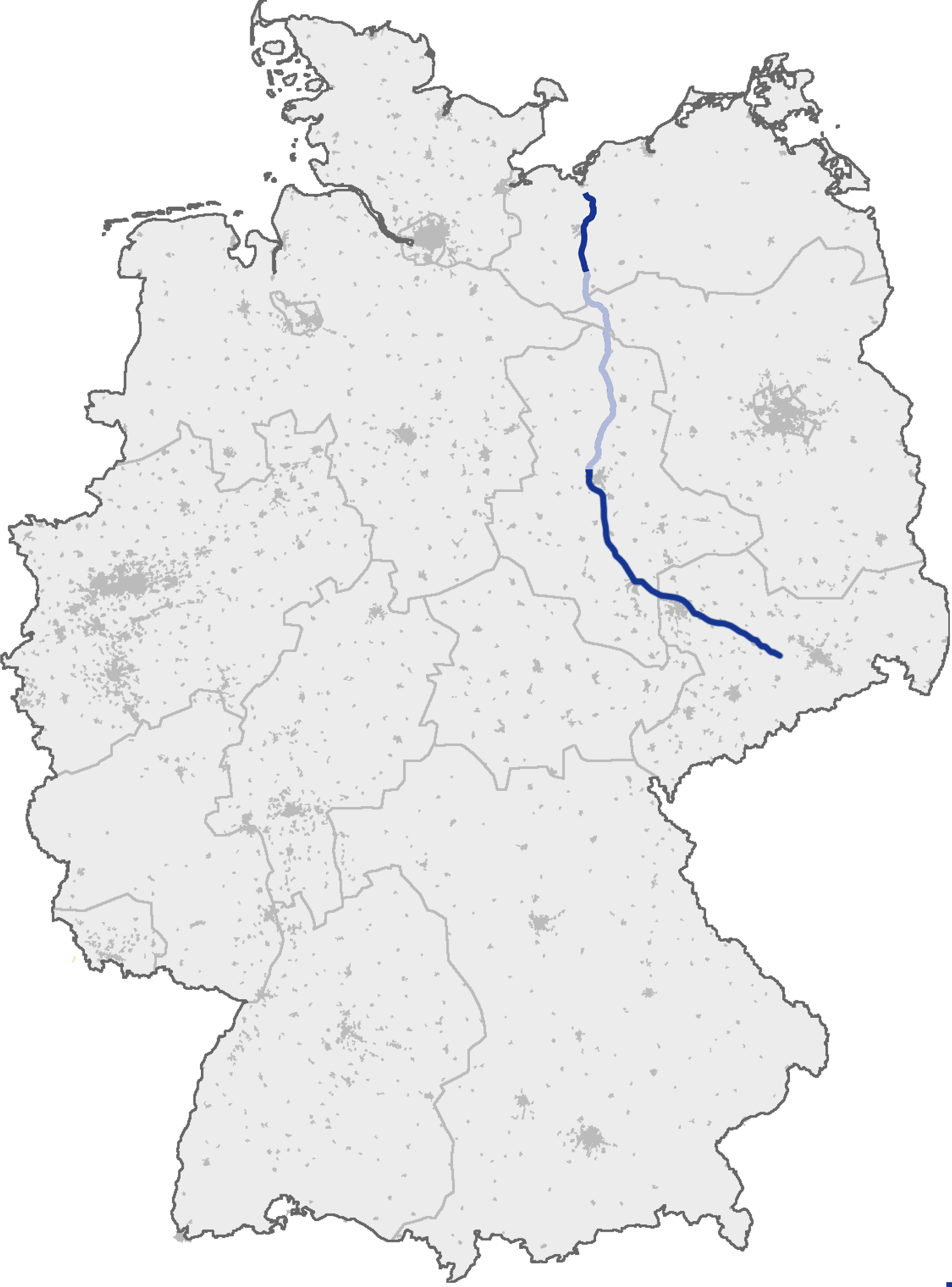
Karte mit dem in Planung bzw. in Bau befindlichen Lückenschluss (hellblau)
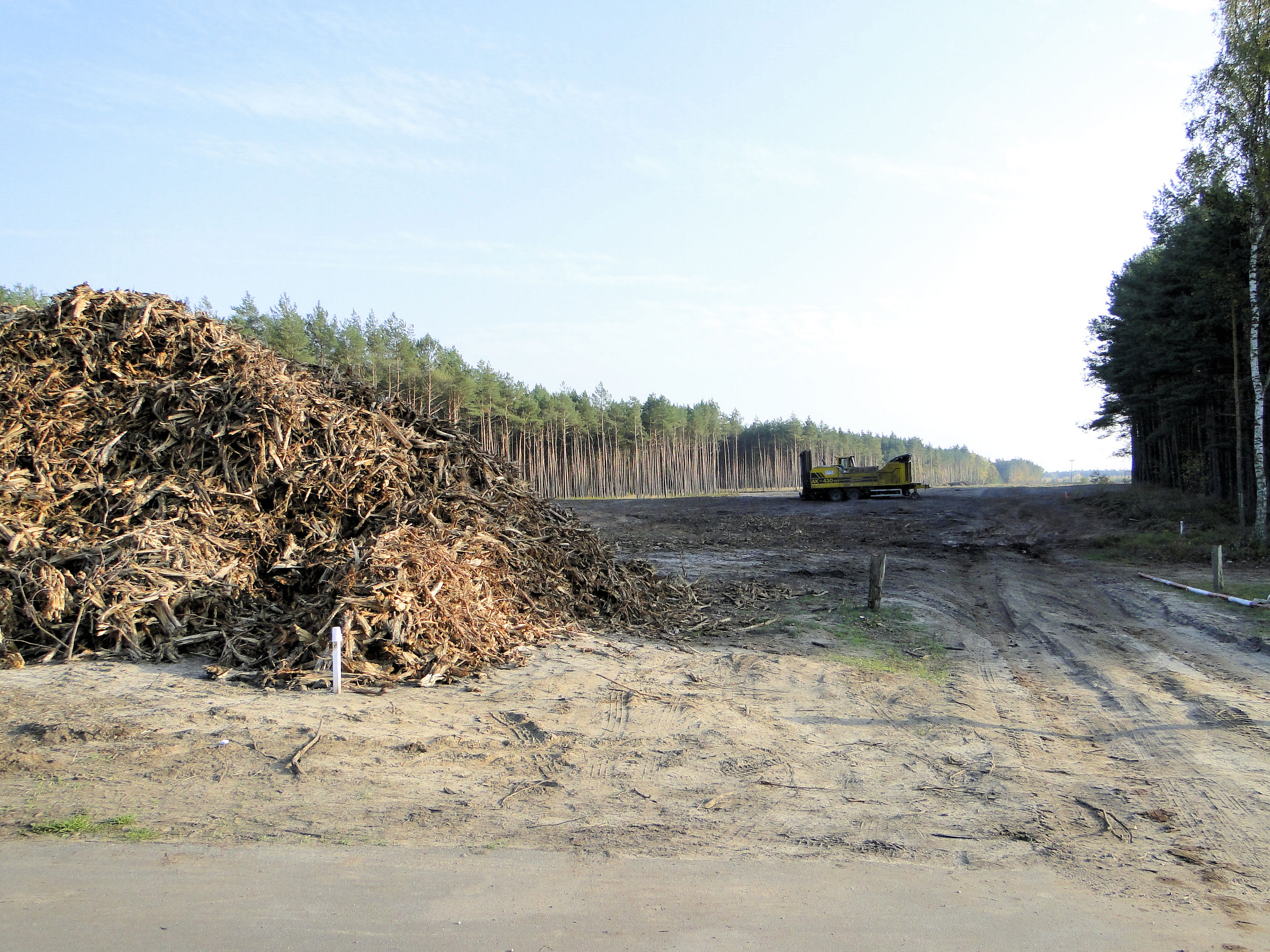
Vorbereitete Waldschneise am Anschluss Ludwigslust (Oktober 2012)
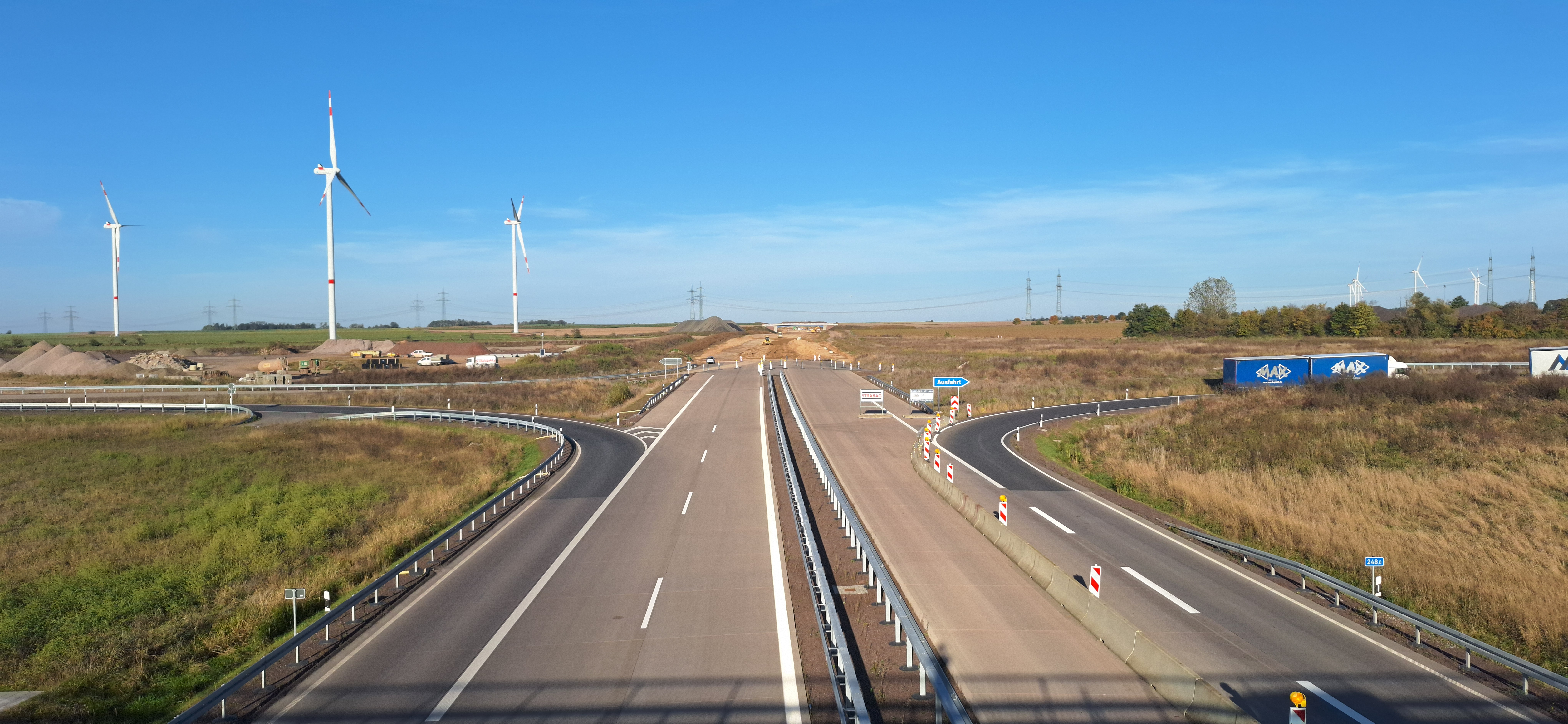
Bauende bei Lüderitz 2024
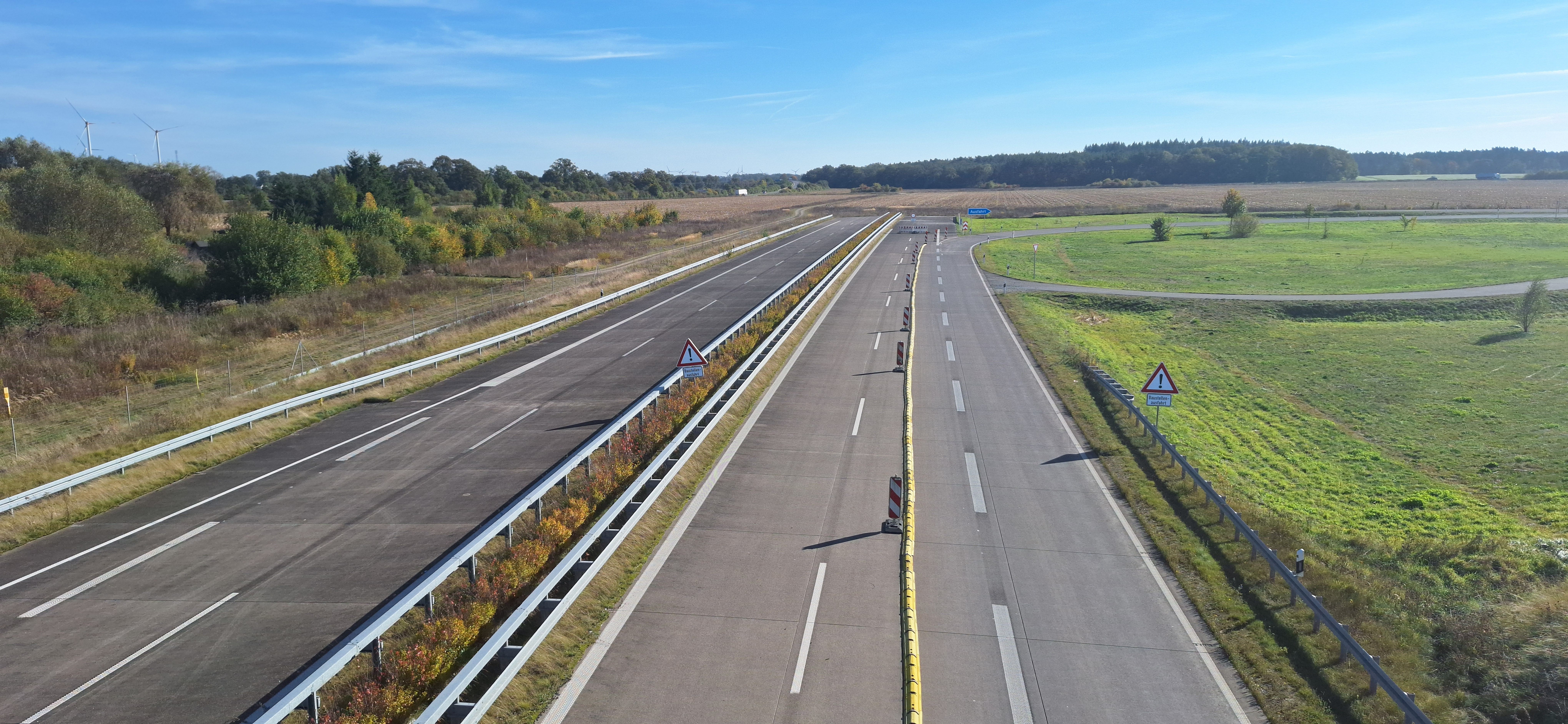
Bauende bei Karstädt 2024

### Übersicht der Bau-Abschnitte
| VKE 1                    | Abschnitt                                             | Status | Länge (km) |
| ------------------------ | ----------------------------------------------------- | --- | ---------- |
| 1.1                      | AS 2 Dahlenwarsleben – AS Haldensleben–AS Wolmirstedt | im Bau (seit 4. Dezember 2023, Fertigstellung vrstl. 2029)                                                                    | 11,50      |
| 1.2                      | AS Wolmirstedt – nördl. AS Colbitz                    | fertiggestellt (Baubeginn November 2011; Freigabe 29. Oktober 2014)                                                           | 5,56       |
| 1.3                      | nördl. AS Colbitz – AS Tangerhütte                    | fertiggestellt (Baubeginn 16. August 2017; Freigabe 14. September 2020)                                                       | 8,51       |
| 1.4                      | AS Tangerhütte – AS Lüderitz                          | fertiggestellt (Baubeginn 27. August 2018; Freigabe am 14. Dezember 2023)                                                     | 14,83      |
| 1.5                      | AS Lüderitz – AS Stendal – AS Stendal-Mitte           | im Bau (seit 9. September 2021, Fertigstellung vrstl. 2026 (AS Lüderitz-AS Stendal) und 2028 (AS Stendal-AS Stendal-Mitte))   | 12,89      |
| 2.1                      | AS Stendal–AS Stendal-Mitte – AS Osterburg            | im Bau (seit 9. September 2021, Fertigstellung vrstl. 2028)                                                                   | 18,23      |
| 2.2                      | AS Osterburg – südl. AS Seehausen-Nord                | Planfeststellungsbeschluss vom 14.12.2020, Baurecht seit 10. Mai 2022 (Baubeginn frühestens 2026, Fertigstellung vrstl. 2030) | 16,78      |
| 3.1/3.2a                 | AS Seehausen-Nord – Landesgrenze BB/ST                | im Bau (seit 16. Oktober 2020, Freigabe vrstl. 2026).                                                                         | 8,8        |
| 3.2b                     | Landesgrenze BB/ST – AS Wittenberge                   | im Bau (seit 16. Oktober 2020, Freigabe vrstl. 2026)                                                                          | 2,0        |
| 4                        | AS Wittenberge – AS Karstädt                          | Planfeststellungsbeschluss vom 01.03.2024, Baurecht seit August 2024 (Fertigstellung vrstl. 2029)                             | 17,77      |
| 5                        | AS Karstädt – AS Groß Warnow                          | fertiggestellt (Baubeginn Oktober 2011; Freigabe am 21. Dezember 2015)                                                        | 12,6       |
| 6                        | AS Groß Warnow – AS Grabow                            | fertiggestellt (Baubeginn Juni 2015; Freigabe am 20. Dezember 2017)                                                           | 9,8        |
| 7                        | AS Grabow – AS Ludwigslust – AK 3 Schwerin            | fertiggestellt (Baubeginn November 2011; Freigabe am 21. Dezember 2015)                                                       | 16,2       |
| Summe in Kilometer (km): | Summe in Kilometer (km):                              | Summe in Kilometer (km): | ~156       |

### Baufortschritt
Der symbolische erste Spatenstich erfolgte am 1. November 2012 an der zukünftigen Anschlussstelle Ludwigslust. Das zum Kreuz umgebaute ehemalige Dreieck Schwerin wurde am 26. Juni 2015 freigegeben.
Der Bau- und Planungsfortschritt ist (Juni 2024) für die einzelnen Abschnitte wie folgend:
- Das 16,2 Kilometer lange Teilstück zwischen dem Kreuz Schwerin (A 24) und der Anschlussstelle Grabow (B 5) wurde am 21. Dezember 2015 freigegeben.[53]
- Die Verkehrsfreigabe für den 9,8 Kilometer langen Abschnitt zwischen der Anschlussstelle Grabow und der Anschlussstelle Groß Warnow erfolgte am 20. Dezember 2017.[54]
- Für den 12,6 Kilometer langen Abschnitt zwischen der Anschlussstelle Groß Warnow und der Anschlussstelle Karstädt erfolgte am 21. Dezember 2015 die Verkehrsfreigabe.[55]
- Für den 17,8 Kilometer langen Abschnitt zwischen der Anschlussstelle Karstädt und südlich der Anschlussstelle Wittenberge wurde das Planfeststellungsverfahren nach langer Unterbrechung im April 2009 eingeleitet.[56] Im März 2019 wurden die Unterlagen zum Anhörungsverfahren ausgelegt.[57] Eine Planänderung im selben Jahr machte es erforderlich, dass die Anschlussstelle Wittenberge in diesen Abschnitt mit aufgenommen werden musste, sodass der Bauabschnitt jetzt südlich der Anschlussstelle (anstatt zuvor nördlich) beginnt.[58] Dies verzögerte die Planung weiter, eine erneute Auslegung der Planunterlagen erfolgte im November/Dezember 2020.[59] Die geplante Trassenführung sieht einen Verlauf entlang der Bahnstrecke Wittenberge–Karstädt vor, bis die Orte Bentwisch nördlich und Lindenberg westlich umfahren werden.[60] Der Planfeststellungsbeschluss wurde im März 2024 erlassen, die geplante Bauzeit beträgt etwa drei Jahre.[29][61][3] Ende Juni 2024 reichte der Verein „NaturFreunde Deutschlands“ Klage beim Bundesverwaltungsgericht gegen den Beschluss ein,[4] nahm diese jedoch im August 2024 zurück, womit Baurecht besteht.[5] Der Baustart soll 2026 erfolgen.[4]
- Für den 2,0 Kilometer langen Abschnitt (in Brandenburg) zwischen dem provisorischen Anschluss südlich der Anschlussstelle Wittenberge und der Landesgrenze zu Sachsen-Anhalt wurde das Planfeststellungsverfahren im Februar 2010 eingeleitet. Dieses sollte Ende 2015 abgeschlossen sein, verzögerte sich aber aufgrund geänderter Forderungen bezüglich des Hochwasserschutzes. Der BUND kritisierte zudem die geplante zweispurige provisorische Anbindung südlich der Anschlussstelle bezüglich der Verkehrswirksamkeit.[62] Der Planfeststellungsbeschluss erging am 15. Dezember 2017.[63] Vorbereitend wurden im Mai 2017 mit ökologischen Ausgleichsmaßnahmen begonnen, die bis März 2019 abgeschlossen sein sollten. Anschließend war der Beginn der Bauarbeiten vorgesehen.[64] Der Abschnitt wurde jedoch vom BUND beklagt. Dieser forderte statt des Neubaus der A 14 einen Ausbau der Bundesstraße oder einen Verzicht auf Standstreifen.[65] Im Juli 2019 wurde dann diesbezüglich ein Vergleich getroffen, der zusätzliche Natur- und Lärmschutzmaßnahmen beinhaltet gegen den Verzicht auf die Klage.[66] Zudem wurde die Anschlussstelle Wittenberge aus der Planung herausgenommen, und dem nördlicheren Abschnitt zugeschlagen, womit sich dessen Länge um 600 m reduziert hat.[58] Der Baustart erfolgte am 16. Oktober 2020 zusammen mit dem anschließenden Abschnitt in Sachsen-Anhalt. Die Fertigstellung ist für 2026 geplant.[45][67]
- Für die insgesamt 8,8 Kilometer langen Abschnitte (in Sachsen-Anhalt) zwischen der Landesgrenze zu Brandenburg und der Anschlussstelle Seehausen-Nord[8] (zuvor Vielbaum) begann das Planfeststellungsverfahren im Januar 2010. Die Planung wurde im Dezember 2011 erörtert. Im Dezember 2012 fand eine ergänzende Auslegung der Planunterlagen statt, die unter anderem neue Ersatzmaßnahmen für den Wachtelkönig beinhaltete. Nach weiteren Änderungen (unter anderen in der Klassifizierung nachgeordneter Straßen) war eine zweite ergänzende Auslegung der Planunterlagen notwendig, diese erfolgte im September und Oktober 2014.[68] Eine dritte ergänzende Auslegung wurde im August 2017 durchgeführt.[26][69] Am 15. Februar 2019 erging der Planfeststellungsbeschluss.[46][47] Dieser wurde vom BUND, der Verbandsgemeinde Seehausen und der Hansestadt Seehausen beklagt, mit dem Ziel die Ausbauplanungen zu reduzieren und besseren Schallschutz zu erreichen.[70][71] Bei den Klagen vom BUND und der Verbandsgemeinde wurde im August 2019 ein Vergleich getroffen mit besserem Lärm- und Naturschutz sowie zusätzlichen Radverbindungen.[72][73] In der Folge hat am 10. September auch der Stadtrat der Hansestadt Seehausen seine Klage zurückgezogen, wodurch der Planfeststellungsbeschluss vorbehaltlich der Zustimmung durch das Bundesverwaltungsgericht rechtskräftig wurde.[74][75] Der Baustart erfolgte am 16. Oktober 2020, mit der geplanten Fertigstellung 2026.[45] Die Strecke soll anschließend bis vrstl. 2027 als Ausweichstrecke für die Sanierung der Elbbrücke Wittenberge dienen.[67]
- Für den 16,8 Kilometer langen Abschnitt zwischen der Anschlussstelle Seehausen-Nord[8] und der Anschlussstelle Osterburg wurde das Planfeststellungsverfahren im ersten Halbjahr 2013 begonnen. Im November 2014 erfolgte die öffentliche Auslegung der Unterlagen, welche ohne Einwände endete.[76] Naturschutzfachliche Auflagen zur Feldlerche wurden 2017 überarbeitet.[77] Am 14. Dezember 2020 erging der Planfeststellungsbeschluss.[78] Dieser wurde erfolglos von einem Umweltverband beklagt, womit seit 10. Mai 2022 für den Abschnitt Baurecht besteht.[43] Die DEGES übernahm das Projekt im Herbst 2022 und plante eine Fertigstellung bis 2028.[44] Aufgrund von zweijährigen Wartezeiten bei ökologischen Ausgleichsmaßnahmen und einer notwendigen Verlegung einer Pipeline, die zur Ölraffinerie in Leuna führt, verzögert sich der Baubeginn bis mindestens 2026. Vor 2030 ist keine Fertigstellung zu erwarten.[30]
- Für den 18,2 Kilometer langen Abschnitt zwischen der Anschlussstelle Osterburg und der Anschlussstelle Stendal-Mitte[8] (zuvor Uenglingen) lief seit Juli 2011 das Planfeststellungsverfahren. Nach einer ersten Auslegung im Oktober 2011 wurden umfangreiche Planänderungen nötig. Diese erfolgten bis Dezember 2013 und wurden im Oktober 2014 erörtert. Durch eine notwendige Aktualisierung der Gutachten wurden Änderungen nötig und Anfang 2017 veröffentlicht.[68] Das folgende erneute Planfeststellungsverfahren wurde im Februar 2018 abgeschlossen; der Planfeststellungsbeschluss soll vom 7. bis 21. März 2018 öffentlich ausgelegt gewesen sein.[79][80] Ein Baubeginn konnte allerdings nur zusammen mit dem südlicheren Abschnitt bis Lüderitz erfolgen; am 9. September 2021 erfolgte der Baustart.[40] Der Abschnitt soll 2028 freigegeben werden.[42][67]
- Für den 12,9 Kilometer langen Abschnitt zwischen der Anschlussstelle Stendal-Mitte[8] und der Anschlussstelle Lüderitz lief seit Januar 2011 das Planfeststellungsverfahren. Die Einwendungsfrist endete im Juni 2015 mit einer anschließenden Anhörung 2016.[68] Die Auslegung ergänzender Planunterlagen geschah im Mai 2018.[81][82] Am 14. August 2019 erging der Planfeststellungsbeschluss.[83][84][85] Dieser wurde beklagt, jedoch hat diese Klage keine aufschiebende Wirkung.[86] Die Klage wurde am 19. Juni 2020 beigelegt.[87] Am 9. September 2021 erfolgte der Baustart, wie im nördlich anschließenden Abschnitt werden 5 Jahre Bauzeit und eine Fertigstellung des Abschnittes bis zur Anschlussstelle Stendal bis Frühsommer 2026  angestrebt, der nördliche Abschnitt bis Stendal-Mitte soll 2028 folgen.[40][42][41][67]
- Für den ursprünglich 12,5 Kilometer langen Abschnitt zwischen der Anschlussstelle Lüderitz und der L 29 nördlich von Dolle erging im Juni 2012 der Planfeststellungsbeschluss. Dieser wurde beklagt und im Mai 2014 verhandelt. Als Ergebnis wurde der Beschluss ruhend gestellt.[68] 2016 sollte das Verfahren wieder aufgenommen werden, nachdem zusätzliche Flächen zum Schutz des Ziegenmelkers geplant sind.[88] Um einen zügigen Weiterbau zu gewährleisten, wurde der Abschnitt um 2,33 km bis zur Anschlussstelle Tangerhütte verlängert. Am 13. Dezember 2016 einigten sich BUND und das Land Sachsen-Anhalt in einem Vergleich auf zusätzliche Natur- und Lärmschutzmaßnahmen gegen einen Verzicht auf weitere Klagen, womit Baurecht entstand.[89] Die Mittel wurden freigegeben. Zur Baufeldfreimachung wurden 4 Flurbereinigungsverfahren und archäologische Untersuchungen im Frühjahr 2018 durchgeführt.[81] Offizieller Baubeginn war am 27. August 2018; die Freigabe erfolgte am 14. Dezember 2023.[90][38][91]
- Die Verkehrsfreigabe für den 10,8 Kilometer langen Abschnitt zwischen der L 29 nördlich von Dolle und der Anschlussstelle Colbitz erfolgte nach dreijähriger Bauzeit am 14. September 2020.[92]
- Der 5,7 Kilometer lange Abschnitt zwischen der Anschlussstelle Colbitz und der Anschlussstelle Wolmirstedt wurde am 29. Oktober 2014 für den Verkehr freigegeben.[93][94]
- Für den 11,5 Kilometer langen Abschnitt zwischen der Anschlussstelle Wolmirstedt und dem bisherigen Ende der A 14 bei Dahlenwarsleben startete das Planfeststellungsverfahren im Februar 2011. Nach der ersten Erörterung im Oktober 2011 war eine Änderung der Planung erforderlich. Die Einwendungsfrist für diese Änderung endete Ende Januar 2015.[68] Eine ergänzende Auslegung der Planunterlagen fand im Juni 2018 statt.[81][63][95] Am 14. Oktober 2020 erging der Planfeststellungsbeschluss.[96] Eine eingereichte Klage wurde zurückgenommen, seit September 2021 besteht bestandskräftiges Baurecht. Im Herbst 2022 begannen die bauvorbereitenden Maßnahmen, im Laufe des Jahres 2023 der Bau der ersten Brücke.[7] Der offizielle erste Spatenstich erfolgte am 4. Dezember 2023, die Freigabe soll 2029 erfolgen.[97][91][33][67]

### Kontroversen
Seit dem Herbst 2004 sammeln sich die Gegner des Ausbaus der A 14 im Bündnis „Keine A14“. Das Bündnis argumentiert mit dem geringen gegenwärtigen Verkehrsaufkommen von etwa 15.000 Fahrzeugen am Tag, was selbst den Ausbau der bestehenden Bundesstraßen (B 189, B 5 und B 106) nicht rechtfertigen würde. Dennoch seien zirka 1,3 Mrd. Euro für den Bau veranschlagt. Das Aktionsbündnis sieht darin eine Verschwendung von Steuergeldern. Es schlägt alternativ zur Autobahn den Ausbau der bestehenden Bundesstraßen 5 und 189 vor. Ein juristisches Verfahren, ähnlich dem Prozess gegen den Ausbau der A 143 bei Halle, wird erwartet und vom BUND angestrebt.
Im Losser Forst bei Losse bildete sich ein Protestcamp, das gegen die A14 demonstrierte. Die Waldbesetzung wurde vom Oberverwaltungsgericht Magdeburg geduldet. Im Rahmen der Proteste kam es immer wieder zu Auseinandersetzungen zwischen Befürwortern und Gegner der A14, zuletzt der Paintball-Angriff und Brandanschlag am Bahnhof von Seehausen. Im Mai 2022 wies das Bundesverwaltungsgericht eine entsprechende Klage der Demonstranten ab, im August 2022 wurde das Camp geräumt.
Die Verflechtungsprognose 2025 für die A 14 wurde im Auftrag des Bundesministeriums für Verkehr, Bau und Stadtentwicklung erstellt. Daraus abgeleitet erwartet die für das Vorhaben maßgebende Verkehrsprognose „A 14 Magdeburg-Wittenberge-Schwerin“ für das Jahr 2025 auf keinem einzigen Abschnitt nur 15.000 Fahrzeuge pro Tag. Dem Abschnitt mit der niedrigsten Belegung (Wittenberge-Karstädt) werden 19.200 Fahrzeuge pro Tag prognostiziert. In Sachsen-Anhalt werden abschnittsweise Belegungen bis 39.400 Fahrzeuge pro Tag prognostiziert. Alle anderen Abschnitte liegen zwischen diesen Werten. Das Gutachten des BUND schätzt die Verkehrsstärken dagegen deutlich niedriger ein und kommt für keinen Abschnitt über 26.000 Fahrzeuge.

## Fahrstreifen

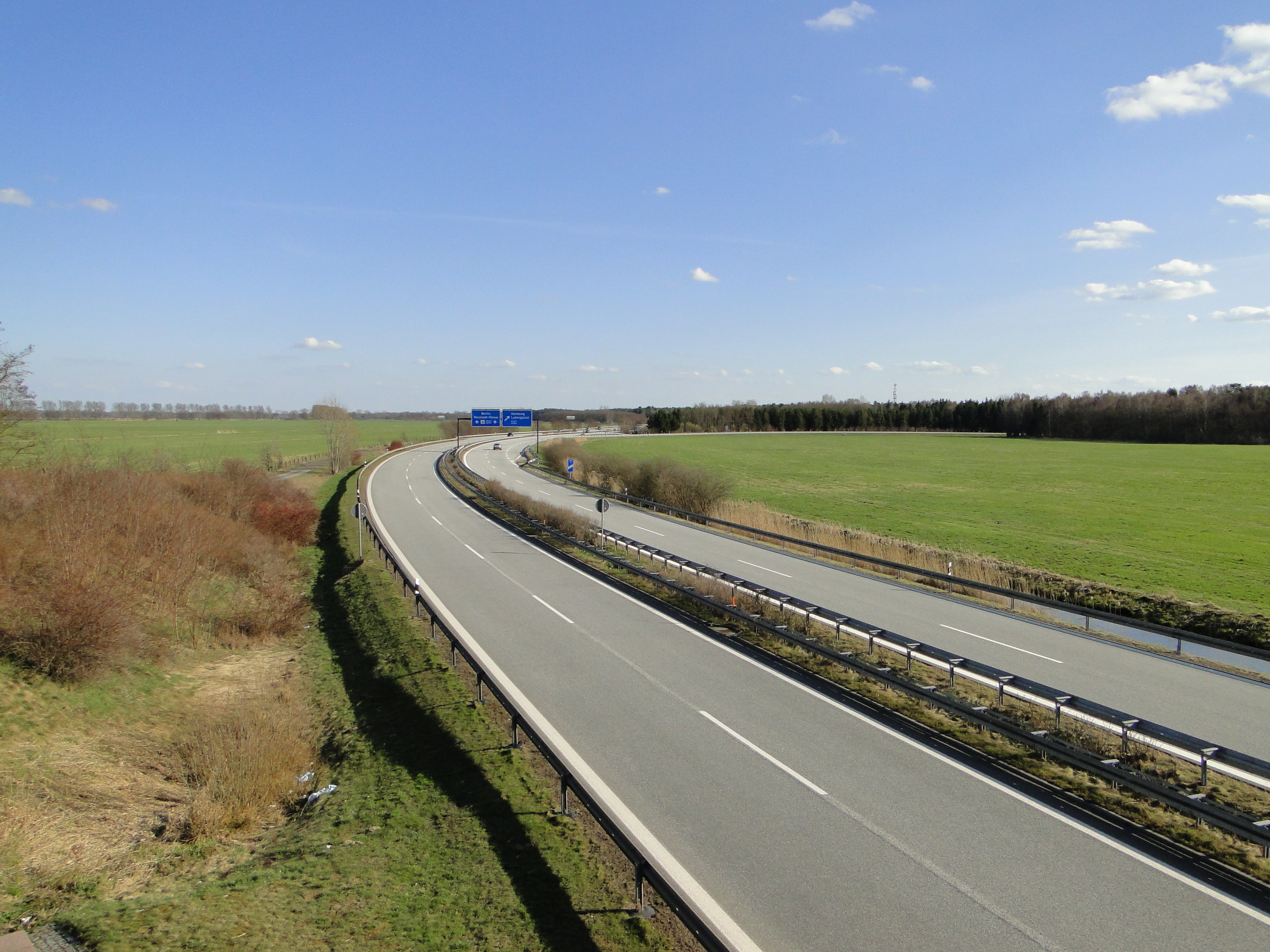
A 14 bei Wöbbelin ohne Standstreifen (April 2010)
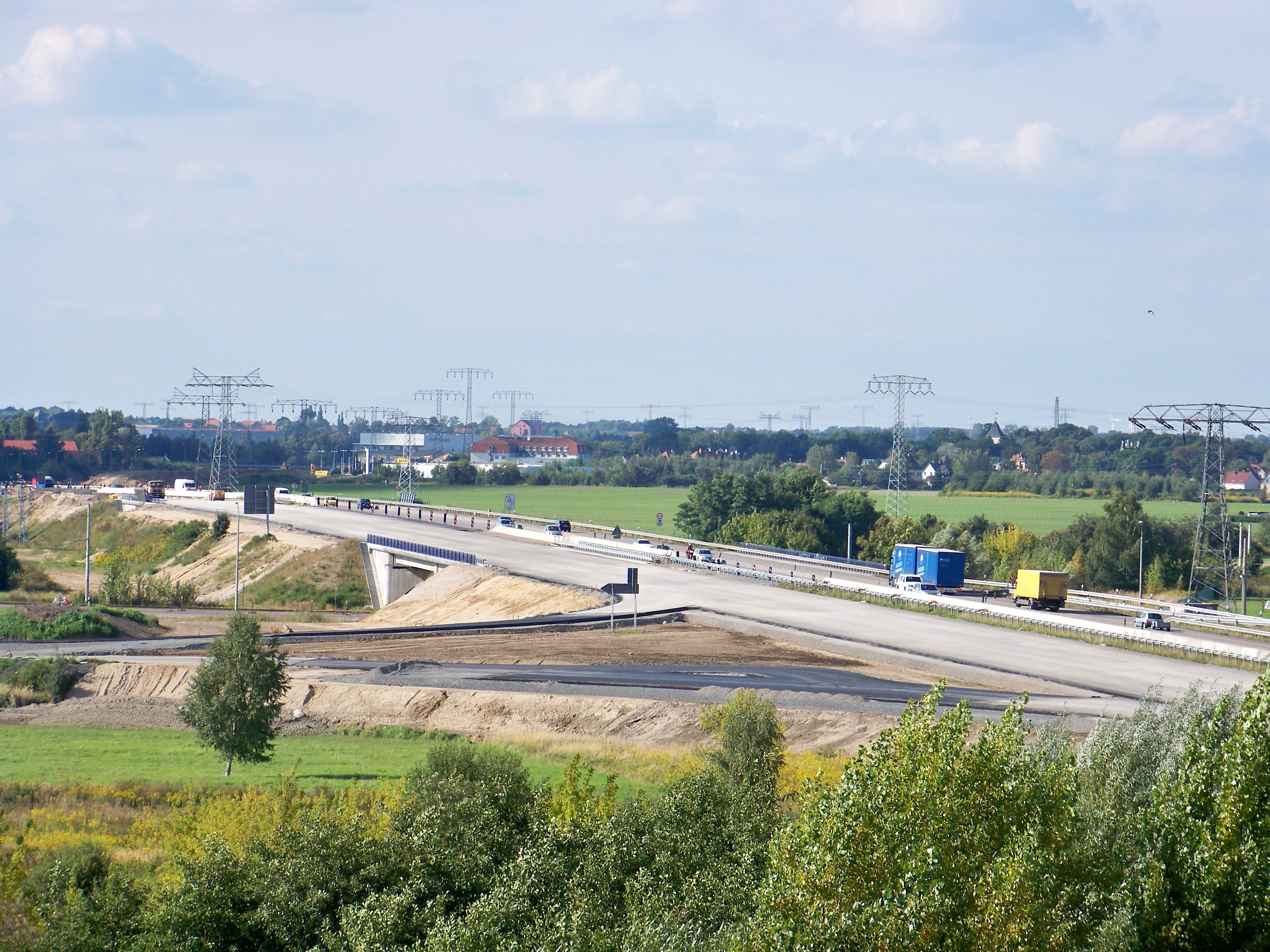
Sechsstreifiger Ausbau der A 14 an der Anschlussstelle Leipzig-Nordost (September 2010)

Die Autobahn hat zwischen Halle/Peißen und Leipzig-Ost sowie zwischen Kreuz Magdeburg und Magdeburg-Stadtfeld je drei Fahrstreifen pro Richtung, ansonsten zwei. Seit August 2009 wurde sie zwischen der Anschlussstelle Leipzig-Messegelände und Leipzig-Ost sechsstreifig ausgebaut, wobei zwischen Leipzig-Nordost und Leipzig-Ost der Ausbau 2011 abgeschlossen wurde. Die feierliche Freigabe des Abschnittes zwischen Leipzig-Messegelände und Leipzig-Ost erfolgte am 27. Juli 2012.
Baubeginn für den ersten Abschnitt des sechsstreifigen Ausbaus zwischen Halle/Peißen und dem Schkeuditzer Kreuz war 2006, der für den zweiten Abschnitt erfolgte im März 2007. Die offizielle Freigabe beider Abschnitte erfolgte am 8. Juli 2009.
Der Streckenabschnitt zwischen dem Autobahnkreuz Schwerin und Schwerin-Ost besitzt keine Standstreifen. Eine nachträgliche Einrichtung dieser Standstreifen ist geplant. Zu diesem Zweck wurden bereits Brückendurchfahrten verbreitert. Eine ausbauunfähige Brücke zwischen Plate und Consrade wurde abgerissen und bis 2008 eine neue errichtet.